# Myliusia seriata
Myliusia seriata är en svampdjursart som beskrevs av Schmidt 1880. Myliusia seriata ingår i släktet Myliusia och familjen Euretidae. Inga underarter finns listade i Catalogue of Life.